# Skvertjärnen
Skvertjärnen är en sjö i Arvidsjaurs kommun i Lappland och ingår i Piteälvens huvudavrinningsområde. Sjön har en area på 0,133 kvadratkilometer och ligger 383,1 meter över havet.

## Delavrinningsområde
Skvertjärnen ingår i det delavrinningsområde (729000-168804) som SMHI kallar för Ovan Mörtträskbäcken. Medelhöjden är 368 meter över havet och ytan är 24,86 kvadratkilometer. Räknas de 3 avrinningsområdena uppströms in blir den ackumulerade arean 41,9 kvadratkilometer. Tjautjerbäcken som avvattnar avrinningsområdet har biflödesordning 3, vilket innebär att vattnet flödar genom totalt 3 vattendrag innan det når havet efter 141 kilometer. Avrinningsområdet består mestadels av skog (60 procent) och sankmarker (31 procent). Avrinningsområdet har 0,59 kvadratkilometer vattenytor vilket ger det en sjöprocent på 2,4 procent.